# Ifalukellidae
Ifalukellidae Bayer, 1955 è una famiglia di octocoralli dell'ordine Alcyonacea.

## Descrizione
Ifalukellidae comprende due generi di gorgonie che presentano un asse altamente calcificato e minuscole scleriti con struttura superficiale grossolana, simili nella forma a quelle di Xeniidae. Un'analisi filogenetica molecolare indica che la famiglia è monofiletica .
Le specie di questa famiglia abitano acque di profondità medio-bassa e sono dotate di simbionti fotosintetici. Le specie sono diffuse nei mari tropicali.

## Tassonomia
La famiglia è composta dai seguenti generi:
- Ifalukella Bayer, 1955
- Plumigorgia Nutting, 1910